# Labytnangui
Labytnangui (en ruso: Лабытнáнги khanty: лапыт нангк, literalmente siete alerce) es una ciudad del distrito autónomo de Yamalia-Nenetsia, en Rusia. Forma parte del raión de Priuralsk. Está situada en una de los brazos de la izquierda del río Obi, a 18 km al noroeste de Salejard, la capital del ókrug. Se encuentra en la Llanura de Siberia Occidental, por encima del Círculo polar ártico.
La población de Charp situada a unos 40 km al noroeste forma parte de la aglomeración urbana.

## Historia
La ciudad se fundó en 1890, a diferencia de la mayoría de las ciudades de la zona, de reciente creación. En 1932 se inicia la explotación de un koljós. Conectada por un ramal de 195 km a la estación de Chum en el ferrocarril del Pechora (Kónosha - Kotlas - Vorkutá) en 1948, como primera etapa del proyecto (abandonado después de la muerte de Stalin) del Ferrocarril Salejard-Igarka. Recibió el estatus de asentamiento de tipo urbano en 1952. En los años sesenta del siglo XX, goza de un cierto desarrollo industrial, comenzando en 1968 la explotación minera en los Urales vecinos (baritina, cromita). Recibe el estatus de ciudad en 1975.

## Demografía
| Gráfica de evolución de Labytnangui entre 1959 y 2020 |
|                                                       |

## Cultura y lugares de interés
En Labytnangui hay una filial de la Academia de Arquitectura y Construcción de Tiumén, así como varios equipamientos de la Academia Rusa de las Ciencias.

## Industria
Labytnangui es el centro de la explotación de madera y la extracción de gas natural de la región circundante.
Cuenta con un puerto fluvial para transbordadores que unen la ciudad con Salejard en verano.